# 필리프 가렐
필리프 가렐(Philippe Garrel, 1948년 4월 6일 ~ )은 프랑스의 영화 감독이다. 배우 모리스 가렐의 아들이며, 배우 루이 가렐과 에스테르 가렐 남매의 아버지이다. 2005년 영화 《평범한 연인들》을 통해 베네치아 영화제 은사자상 감독상을 수상했다.

## 작품 목록
- 폭로자 (1968)
- 내부의 상처 (1972)
- 강력한 고독 (1974)
- Le Berceau de cristal (1976)
- 비밀의 아이 (1979)
- 더 이상 기타 소리를 들을 수 없어 (1991)
- 사랑의 탄생 (1993)
- 밤에 부는 바람 (1999)
- 와일드 이노선스 (2001)
- 평범한 연인들 (2005)
- 새벽의 경계 (2008)
- 뜨거운 여름 (2011)
- 질투 (2013)
- 인 더 섀도우 오브 우먼 (2015)
- 러버 포 어 데이 (2017)
- 눈물의 소금 (2020)
- The Plough (2023)